# Ткаченко Борис Іванович (фізіолог)
Борис Іванович Ткаченко (27 січня 1931 року, Дніпропетровськ, УРСР, СРСР — 3 вересня 2009 року, Санкт-Петербург, Російська Федерація) — радянський, український і російський фізіолог, фахівець у галузі фізіології кровообігу, академік АМН СРСР (1984), почесний доктор Новгородського Державного Університету ім. Ярослава Мудрого (2003).

## Біографія
Народився 27 січня 1931 року у Дніпропетровську.
У 1955 році закінчив Дніпропетровський медичний інститут .
Тоді ж, у 1955 році, вступив до аспірантури Інституту експериментальної медицини Академії медичних наук СРСР (м. Ленінград), де надалі працював, пройшовши шлях від старшого лаборанта відділу загальної патології до завідувача лабораторії кровообігу відділу загальної фізіології (з 1965 року) відділом фізіології вісцеральних систем (із 1972 року), заступника директора інституту з наукової роботи (1970—1973 роки), з 1990 року обіймав посаду директора інституту.
Із 1986 року — завідувач кафедри нормальної фізіології 1-го Ленінградського медичного інституту імені І. П. Павлова (нині Перший Санкт-Петербурзький державний медичний університет імені академіка І. П. Павлова).
У 1964 захистив докторську дисертацію, в 1968 присвоєно вчене звання професора.
У 1978 року обраний членом-кореспондентом, а 1984 року — академіком АМН СРСР.
Помер 3 вересня 2009 року, похований на Смоленському православному цвинтарі (Санкт-Петербург).

## Наукова діяльність
Фахівець у галузі фізіології кровообігу.
Автор понад 500 наукових праць, у тому числі 15 монографій та 4 підручники для вузів, очолював провідну наукову школу в галузі фізіології вісцеральних систем організму.
Вів великі дослідження проблем фізіології вісцеральних систем, переважно у сфері фізіології кровообігу.
Автор понад 500 наукових праць, серед них 15 монографій та 4 підручники для вузів, очолював провідну наукову школу в галузі фізіології вісцеральних систем організму.
Розробив методи реєстрації регіонарних судинних реакцій в умовах перфузії органів при постійному тиску або постійному витраті крові та встановив функціональне призначення кожного з відділів судинного русла, описав механізми їх регуляції. При вивченні реакцій артеріальних та венозних судин на впливи нервової та гуморальної природи були виявлені специфічні особливості в реакціях венозних судин, що послугувало імпульсом для поглибленого дослідження венозного відділу системи кровообігу.
Вів дослідження механізмів транскапілярного обміну, що дозволило кількісно описати характеристики біофізичних властивостей судинної стінки, встановив ролі пре- та посткапілярного опору кровотоку у фільтраційно-абсорбційних відносинах в органних судинах. Поряд із цим встановив активну роль венозних судин у формуванні рівня середнього капілярного тиску при гемодинамічних зрушеннях у серці, мозку, скелетних м'язах в умовах ізольованих та поєднаних впливів, у тому числі і вазоактивних речовин.
Провів дослідження з оцінки реактивності серцево-судинної системи при її взаємодії з факторами зовнішнього середовища, такими як гіпоксія, гіпер- і гіпотермія, що дозволило розшифрувати ключові механізми адаптації організму до їх дії, і стало підставою для розробки практичних рекомендацій, що оптимізують адаптацію організму до цих умов.
Під його керівництвом підготовлено 17 докторів та 37 кандидатів наук.
Був головним редактором «Медичного академічного журналу», членом редколегій інших журналів, почесним доктором російських та зарубіжних університетів та академій.
- * «Региональные и системные вазомоторные реакции» (1971)
  - «Кардио-васкулярные рефлексы» (1975)
  - «Роль емкостных сосудов в регионарном и системном кровообращении» (1975)
  - «Regulation von resistiven und Depotgefeben und inhe Rolle in der Pathologio des Blutkreislaufs» (1975)
  - «Методы исследования кровообращения» (1976)
  - «Mechanisms of regulation of the venous vessels» (1977)
  - «Венозное кровообращение» (1979)
  - «Физиология кровообращения. Физиология сосудистой системы» (1984)
  - «Физиология кровообращения. Регуляция кровообращения» (1986)
  - «Кровообращение при гипертермии» (1988)
  - «Центральная регуляция органной гемодинамики» (1992)
  - «Сосудистый тонус и его местная регуляция» (1992)
  - «The influence of estradiol and testosterone on learning and behavior in male and female rats following castration» (2001)
  - «Физиология человека» (2002)
  - «О роли сил „vis a fronte“ в формировании венозного возврата крови к сердцу» (2002)
  - «Механизмы формирования венозного возврата крови к сердцу» (2003)
  - «О гемодинамических механизмах разнонаправленных изменений давления в правом предсердии при применении катехоламинов» (2003).

## Нагороди
- Орден Дружби народів (1994)[5]
- Орден «За заслуги перед Вітчизною» IV ступеня (2001)[6]
- Орден «За заслуги перед Вітчизною» ІІІ ступеня (2005)[7]
- Заслужений діяч науки Російської Федерації (1998)[8]
- Державна премія СРСР у галузі науки і техніки (1989) — за встановлення нових закономірностей регуляції системи кровообігу на основі розробки імплантованих вимірювальних пристроїв
- Премія Уряду Російської Федерації у галузі науки та техніки (у складі групи вчених, за 2003 рік) — за розробку технології, організацію промислового випуску та впровадження в медичну практику готових лікарських форм нового вітчизняного препарату «Циклоферон»
- Медаль «У пам'ять 300-річчя Санкт-Петербурга» (2003)
- Медаль «За заслуги перед вітчизняною охороною здоров'я» (2001)
- Почесний доктор Військово-медичної академії імені С. М. Кірова (1997)
- Почесний професор Новгородського Державного Університету ім. Ярослава Мудрого (2003)
- Премія імені В. В. Паріна (1982)
- Премія імені А. А. Богомольця (1979)